# Rue Meryon
La rue Meryon est une voie du 16e arrondissement de Paris, en France.

## Situation et accès
La rue Meryon est une voie publique située dans le 16e arrondissement de Paris. Elle débute boulevard Murat et se termine au 31, avenue du Général-Sarrail.
Le quartier est desservi par les lignes 9 et 10 à la station Michel-Ange - Molitor.

## Origine du nom
Elle porte le nom du graveur français Charles Meryon (1821-1868).

## Historique
Cette voie, qui porte sa dénomination actuelle par un arrêté du 12 décembre 1929, est ouverte par la Ville de Paris en 1930 sur l'emplacement du bastion no 63 de l'enceinte de Thiers.

## Bâtiments remarquables et lieux de mémoire

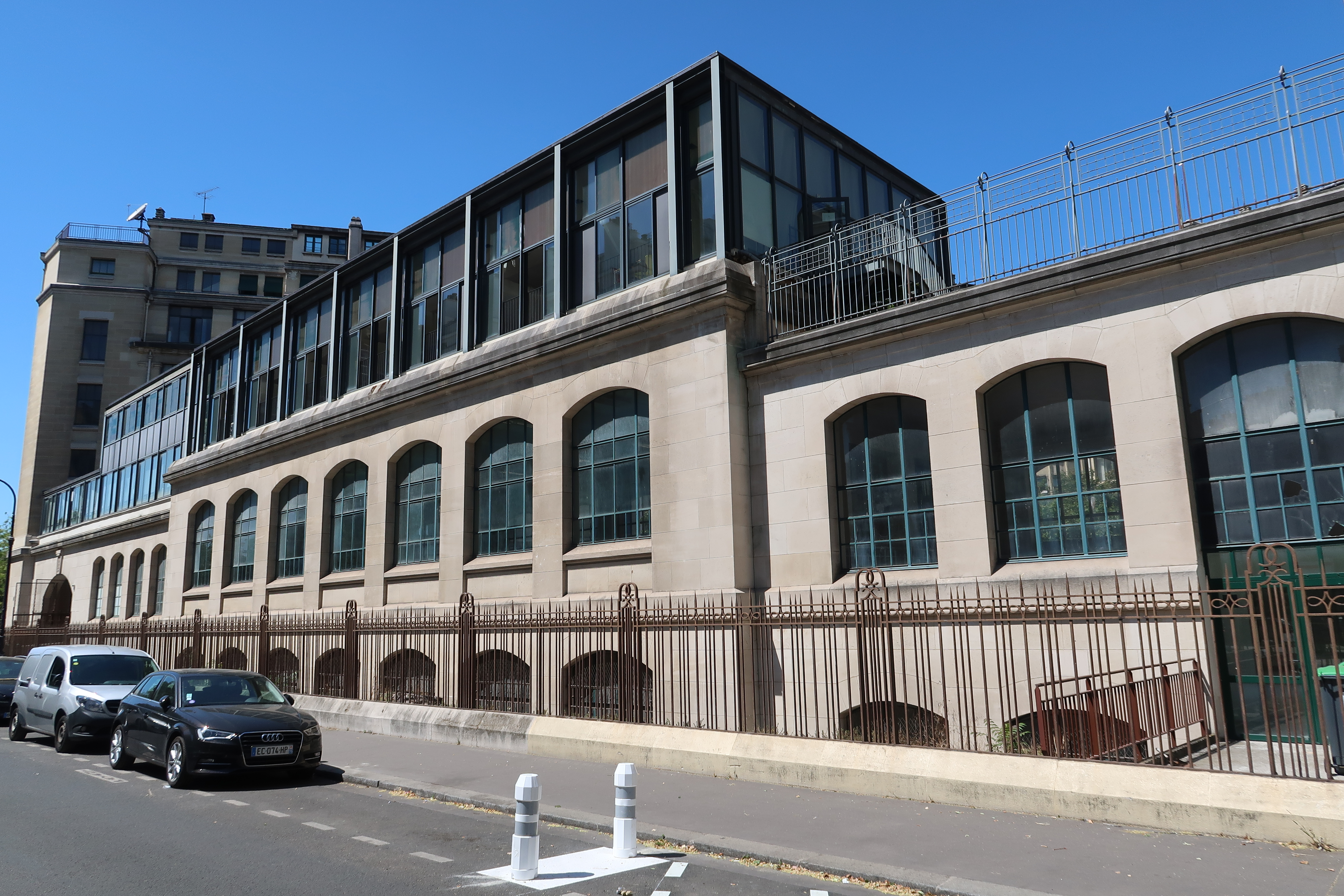
Le lycée.

- La rue longe la façade arrière du lycée Jean-de-La-Fontaine.